# Roadkill
|  | Denne artikel er oprettet af botten PalnaBot ud fra en ekstern database. Den kan derfor have sproglige fejl eller mangler. Denne skabelon kan fjernes efter kontrol af indholdet. |

Roadkill er en børnefilm instrueret af Randy Lillegaard Larsen, Caroline Henriques Nielsen, Thomas Weinreich Sørensen, Line Windfeldt Pind, Mads Johansen efter manuskript af Caroline Henriques Nielsen.

## Handling
I animationsfilmen 'Road Kill' bliver en frø kørt over og kommer på skadestuen, hvorefter den står på genoptræning efter alle kunstens regler.